# Tubmanburg
Tubmanburg ist eine Stadt und Verwaltungszentrum in Liberia. Sie ist Hauptstadt des Bomi County.

## Lage
Die Stadt liegt am Rande der Bomi Hills rund 70 Kilometer nordnordwestlich der Landeshauptstadt Monrovia und gehört zum Senjeh District.

## Bevölkerung
Die Bevölkerung besteht überwiegend aus Gola, Vai, Kpelle und Mandinka. Bei der letzten Volkszählung im Jahr 2008 zählte der Ort 13.114 Bewohner.

## Religion
Etwa 70 Prozent der Bevölkerung Liberias bekennen sich zu traditionellen Religionen, 20 Prozent (mit zunehmender Tendenz) sind Muslime und zehn Prozent (vorwiegend in der Küstenregion) sind Christen. In Tubmanburg überwiegen gegenwärtig die Muslime.

## Geschichte

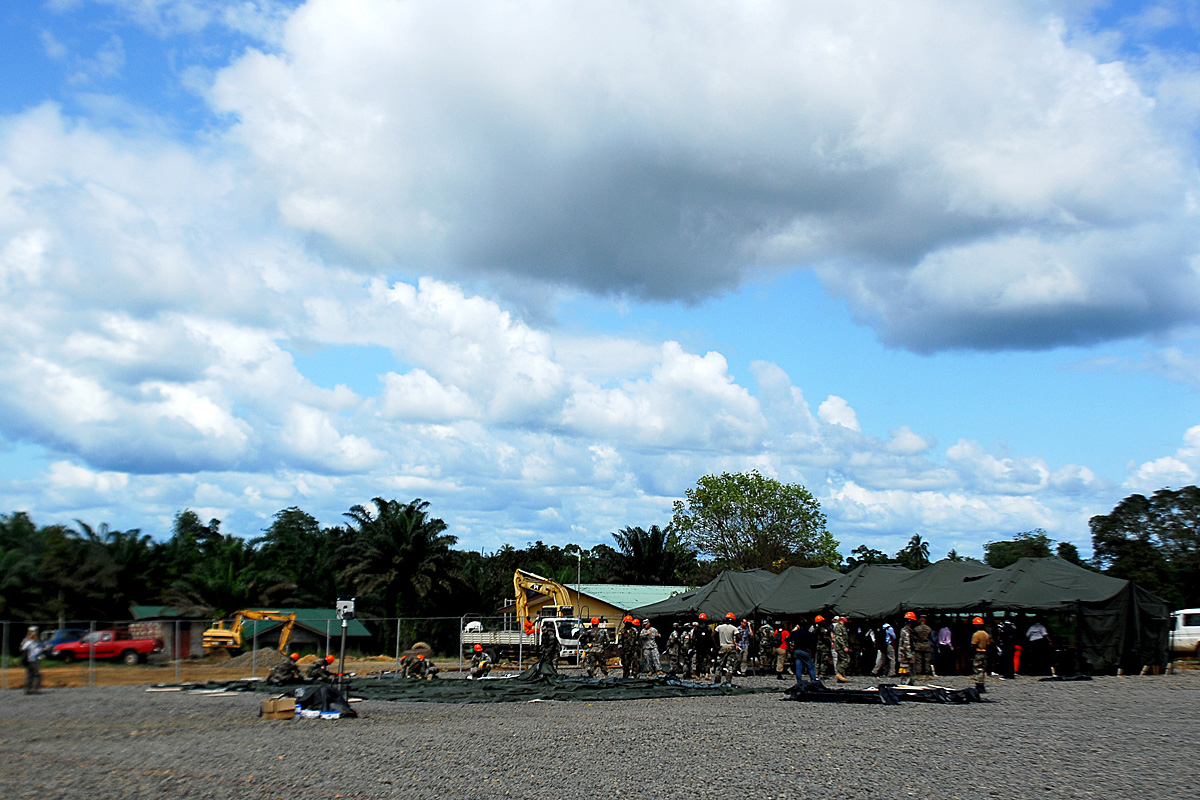
Ebola-Zentrum in Tubmanburg (2014)

Der ursprüngliche Name der Siedlung soll Vai Town gewesen sein. Das Gebiet gehörte nach der Staatsgründung Liberias zum Bomi Territory und wurde zunächst durch Pflanzer und Kautschuksammler bevölkert. Seit den 1920er Jahren wurden Liberias Bodenschätze durch Bergbaugesellschaften erschlossen, über Tubmanburg wurde in den 1950er Jahren die Mano-River-Railway errichtet. Seit dieser Zeit wurde auch das in den Bomi Hills geförderte Erz über die Bahn zum Hafen Freeport Monrovia abtransportiert.
Im liberianischen Bürgerkrieg hat die Stadt schwer gelitten. In der letzten Phase der Kämpfe hatte die Rebellenorganisation LURD die Stadt im Juli 2002 eingenommen und die 700 dort stationierten Kämpfer der Regierungstruppen besiegt. Ein Teil der nicht geflohenen Bevölkerung wurde zur Verstärkung der LURD-Truppen eingezogen, die Stadt wurde nun als Operationsbasis für den Marsch auf die Hauptstadt Monrovia genutzt. Zuvor waren noch etwa 5000 Zivilisten in Richtung der Hauptstadt geflohen. Auch das außerhalb der Stadt gelegene Tubmanburg Government Hospital wurde überfallen und geplündert.
Gegenwärtig (2010) ist die Stadt nicht an das Stromnetz angeschlossen, die Bahnstrecke ist stillgelegt. Ein am nördlichen Stadtrand befindlicher Tagebau ist inzwischen überflutet und trägt nun den Namen Blue Lake.